# SCメディアコム
SCメディアコム株式会社（英: SC Media & Commerce Inc.）は、住友商事株式会社の子会社で、放送に関する事業を営む会社を傘下としていた株式会社である。

## 沿革
- 1996年3月 - 住友商事とTCI[1]の折半出資により、株式会社ジュピター・プログラミング（JPC）設立
- 1996年11月 - ジュピターショップチャンネル株式会社設立。
- 2003年10月 - 株式会社オンラインティーヴィ設立。
- 2006年1月 - 株式会社ジュピターTVに社名変更。
- 2007年3月 - 松下電器産業・東芝・住友商事の3社より、イーピー放送株式会社（現在のSCサテライト放送株式会社）の株式78%を取得。
- 2007年7月 - 有料チャンネル事業を会社分割し、（新）ジュピターTV（2007年9月ジュピターテレコムと合併）を設立。（旧）株式会社ジュピターTVは、SCメディアコム株式会社に社名変更したうえで、株式交換により住友商事の完全子会社となる。
- 2008年3月 - 株式会社オンラインティーヴィが、株式会社アイキャストに吸収合併される。
- 2009年11月 - SCメディアコム株式会社の主要事業を株式会社ジュピターショップチャンネルおよび有限会社ジェイ・ビー・エスに事業譲渡し、解散決議。
- 2010年3月26日 - 清算結了[2]。

## 関連会社
- ジュピターショップチャンネル株式会社
- 有限会社ジェイ・ビー・エス（番組送出業務）
- ジュピターサテライト放送株式会社
- SCサテライト放送株式会社